# Ronielson da Silva Barbosa
Ronielson da Silva Barbosa (Magalhães Barata, 11 de maig de 1995), més conegut com a Rony, és un futbolista brasiler que juga de davanter al Palmeiras i per la Selecció brasilera.

## Carrera esportiva
Rony va començar la seva carrera al Clube do Remo l'any 2014 i va jugar a clubs com el Cruzeiro, el Náutico, l'Albirex Niigata del Japó i l'Athletico Paranaense, on va començar a guanyar notorietat guanyant dos títols importants, la Copa Sud-americana i la Copa del Brasil.
L'any 2020 va començar a jugar al Palmeiras, on és considerat el principal jugador i ídol, per la seva participació en títols importants per al club alviverde, com dues Libertadores i una lliga, entre d'altres, i sobretot per les seves finalitzacions de xilena que acaben en un gol als jocs decisius.
L'any 2023 va disputar el seu primer partit amb la selecció brasilera, un amistós contra el Marroc.

## Palmarès
Clube do Remo

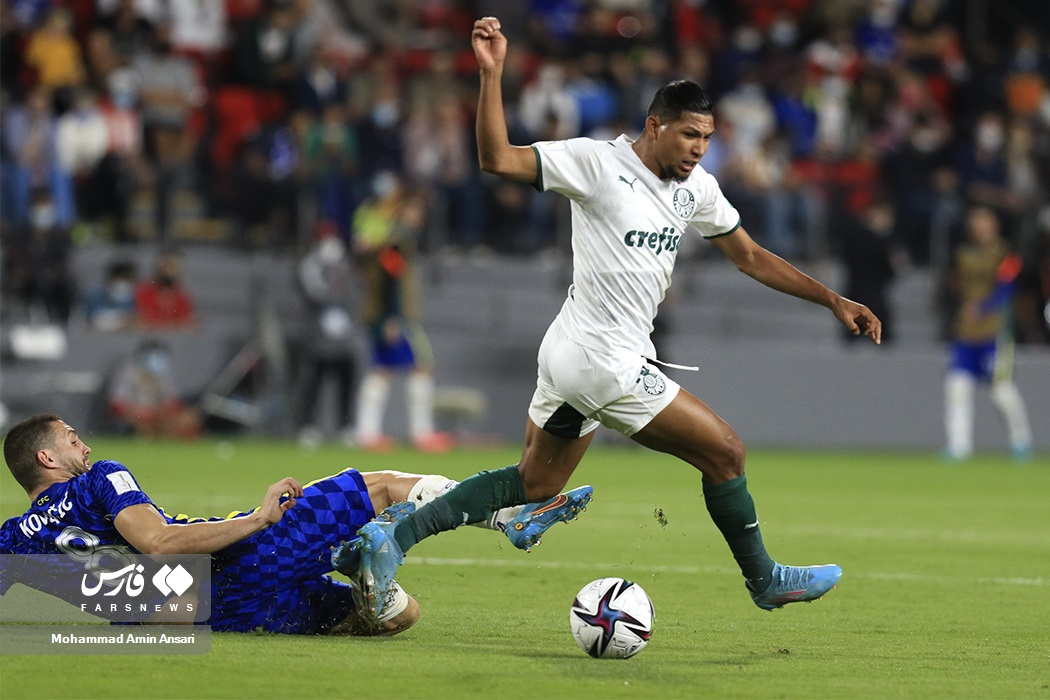
Rony disputant la pilota amb Mateo Kovacic a la final del Mundial de Clubs 2021.

- 2 Campionats Paraenses: 2014 i 2015

Athletico Paranaense
- 1 Copa Sudamericana: 2018

- 1 Campionat Paranaense: 2019
- 1 Copa Suruga Bank: 2019
- 1 Copa del Brasil: 2019

Palmeiras
- 3 Campionats Paulistes: 2020, 2022 i 2023
- 2 Copes Libertadores: 2020 i 2021
- 1 Copa del Brasil: 2020
- 1 Recopa Sudamericana: 2022
- 1 Campionat brasiler: 2022
- 1 Supercopa brasilera: 2023